# Podosojna peć
Podosojna peć je pećina na jugoistočnim padinama Učke, u kanjonskoj dolini Mošćeničke Drage, na 335 m nadmorske visine. Manja dvoranska pećina, dužine 16 m, širine 4 m do 7 m, visine 3 m do 5 m, prekrivena je kvartarnim naslagama u kojima je 1970. iskopana sonda s 9 slojeva, debljine 170 cm, a čije je taloženje kontinuirano od završetka stadija Würm 3 do danas. Najdonje naslage s ostatcima gornjopleistocenske faune i kremenim odbitcima datirane su u gornji paleolitik. Analizom radioaktivnim ugljikom ugljena iz sloja g utvrđena je starost oko 6500 god., što odgovara razdoblju mezolitika u Istri.